# Schweizer Badmintonmeisterschaft 2005
Die Schweizer Badmintonmeisterschaft 2005 fand vom 4. bis zum 6. Februar 2005 in La Chaux-de-Fonds im Pavillon des Sports in Charrière statt.

## Finalergebnisse
| Disziplin    | Sieger                           | Finalist                         | Ergebnis         |
| ------------ | -------------------------------- | -------------------------------- | ---------------- |
| Herreneinzel | Olivier Andrey                   | Marco Fux                        | 15:6 15:6        |
| Dameneinzel  | Corinne Jörg                     | Sabrina Jaquet                   | 11:6 11:5        |
| Herrendoppel | Christian Bösiger Michael Andrey | Irfan Razi Shane Razi            | 15:2 15:11       |
| Damendoppel  | Corinne Jörg Anke Fritschi       | Sabrina Jaquet Justine Ling      | 17:15 15:3       |
| Mixed        | Markus Hegar Anke Fritschi       | Jean-Michel Zürcher Corinne Jörg | 15:5 10:15 15:12 |